# May‐Britt Moser
May-Britt Moser (n. 4 ianuarie 1963, Fosnavåg, Provincie a Norvegiei (fylke), Norvegia) este o psihologă și cercetătoare norvegiană, director fondator al Kavli Institute for Systems Neuroscience and Centre for the Biology of Memory (KI/CBM) de pe lângă Universitatea Norvegiană pentru Știință și Tehnologie din Trondheim. Este laureată a Premiului Nobel pentru Fiziologie sau Medicină 2014, împreună cu John O'Keefe și Edvard I. Moser, „pentru descoperirea celulelor care constituie un sistem de poziționare în creier”.